# باتريك كين (لاعب كرة قدم أمريكية)
باتريك كين (بالإنجليزية: Patrick Cain)‏ هو لاعب كرة قدم أمريكية أمريكي، ولد في 1 أكتوبر 1962 في دنفر في الولايات المتحدة، وتوفي في 14 مارس 2016 في سوبريور في الولايات المتحدة.

## وصلات خارجية
- باتريك كين على موقع مرجع كرة القدم المحترفة.كوم (الإنجليزية)
- باتريك كين على موقع JustSportsStats.com (الإنجليزية)